# Загури
Загу́ри (рос. Загуры, марій. Загуры) — присілок у складі Медведевського району Марій Ел, Росія. Входить до складу Сидоровського сільського поселення.

## Населення
Населення — 91 особа (2010; 58 у 2002).
Національний склад (станом на 2002 рік):
- росіяни — 69 %
- лучні марійці — 27 %